# Escola Ortodoxa (xadrez)
Escola Ortodoxa, também conhecida como Escola Clássica ou Escola Moderna, é uma escola de pensamento enxadrístico que preconiza a importância de vantagens "estáticas", tais como: controle do centro por peões, não permitir o surgimento de fraquezas na estrutura de peões, a obtenção de postos avançados para os cavalos, impedir a criação do "bispo mau", em detrimento do "bispo bom", em posições fechadas de peões, dentre outros. A Escola Ortodoxa foi uma reação aos defensores da Escola Romântica de enxadrismo.